# Íngrid Betancourt
Íngrid Betancourt Pulecio (Bogotá, 25 de Dezembro de 1961) é uma política, ex-senadora, e activista franco-colombiana. Foi sequestrada pelo grupo guerrilheiro FARC em 23 de Fevereiro de 2002 enquanto fazia campanha para as eleições presidenciais. Betancourt permaneceu cativa até o dia 2 de Julho de 2008, quando o ministro da Defesa colombiano, Juan Manuel Santos, anunciou a sua libertação juntamente com outros quatorze reféns.

## Biografia
Filha de um ex-senador e ex-embaixador colombiano com uma ex-miss Colômbia, Gabriel Betancourt e Yolanda Pulecio, viveu boa parte de sua juventude em Paris, onde o pai servia como embaixador da Colômbia junto à UNESCO. Estudou Ciências Políticas no Instituto de Estudos Políticos de Paris. Seu ambiente familiar propiciou-lhe o convívio com o poeta Pablo Neruda, o escritor Gabriel García Márquez e o pintor Fernando Botero. Teve dois filhos de seu primeiro casamento na França.
Após o assassinato de Luis Carlos Galán, (ex-candidato a presidência) com uma plataforma política antidrogas, Íngrid decidira retornar à Colômbia (1989). Em 1990 ela trabalhou no Ministério das Finanças da Colômbia, posteriormente abandonou, para entrar na política. Na sua primeira campanha, Íngrid distribuíra preservativos que representavam como ela mesmo dizia: "um preservativo contra a corrupção". Combatia o tráfico de drogas e militava na causa ambiental.
Íngrid concorrera ao cargo de senadora na eleição de 1998 - a quantidade de votos que recebera fora a maior entre todos os candidatos ao senado daquela eleição. Durante seu mandato recebera ameaças de morte por uma organização militar desconhecida, forçando-a a enviar seus filhos para Nova Zelândia.
Na eleição presidencial seguinte, Íngrid concedera apoio a Andrés Pastrana em troca de concessões de seu interesse. Porém, após sua eleição ela reivindicara o não cumprimento das promessas por Andrés a ela feitas.
Após a eleição de 1998 Íngrid escrevera um livro, uma memória. Em princípio, seu livro não fora publicado na Colômbia , pois continha revelações polêmicas, além de críticas e acusações contra o antigo presidente Samper e outros, por isso fora publicado inicialmente na França com o título: "La Rage au Coeur" (Raiva no coração).
Sequestrada em 2002, permaneceu em poder das FARC (Forças Armadas Revolucionárias da Colômbia) até 2 de Julho de 2008, quando foi resgatada numa operação do exército colombiano.

## Resgate
Em 2 de Julho de 2008, às 15h 16m (hora da Colômbia), o ministro da Defesa do país, Juan Manuel Santos, anunciou a libertação no sul do país, pelo exército colombiano, de quinze reféns, entre os quais Íngrid Betancourt, três cidadãos dos Estados Unidos e onze agentes policiais e militares colombianos, alguns dos quais eram reféns das FARC havia mais de dez anos. Íngrid Betancourt estava sequestrada havia 2 323 dias. Este resgate ocorreu através da infiltração do exército no comando das FARC que tinha os reféns em seu poder, conseguindo convencer os sequestradores a reunir num só grupo os reféns. O resgate foi feito por helicóptero, sob o pretexto de levar os reféns para uma inspecção humanitária.
A operação foi a conclusão de uma vasta preparação de infiltração no mais alto nível das FARC. Os reféns só souberam que estavam a caminho da liberdade no helicóptero, pois toda a operação decorreu sem um único tiro e sem qualquer violência.

## Reconhecimento
Em dezembro de 2013, foi eleita uma das 100 mulheres mais influentes do mundo pela BBC.